# Abbaye de Wiesensteig
L’abbaye de Wiesensteig est une ancienne abbaye bénédictine à Wiesensteig, dans le Land de Bade-Wurtemberg et le diocèse de Rottenburg-Stuttgart.

## Histoire
La lettre de fondation de l'année 861, dans laquelle le monastère est mentionné pour la première fois, n'est conservée que dans deux exemplaires non certifiés des XVIe siècle et XVIIe siècle et est longtemps soupçonnée de contrefaçon. Cependant, son contenu est aujourd'hui considéré comme plausible car la convention fondatrice du couvent de Wiesensteig, nommée dans le document, apparaît également dans une entrée de livre commémoratif de l'abbaye de Reichenau un peu plus tard.
Selon ce document, publié apparemment à l'occasion de la consécration de l'église abbatiale par l'évêque Salomon de Constance, le noble Rudolf et son fils Erich fondent le monastère à la demande du roi Louis II de Germanie. La noblesse des fondateurs est souvent spéculée, mais il est certain qu'ils sont étroitement liés à la royauté de Francie orientale. En outre, le document mentionne une dotation concentrée autour de Wiesensteig. La propriété éloignée est mentionnée à Weinheim. La dédicace à Cyriaque de Rome serait une négociation avec l'abbaye de Lorsch adjacente de Weinheim, qui est également riche en de nombreux endroits près de Wiesensteig, et l'abbaye Saint-Cyriaque de Worms.
Dans un cadre plus large, la fondation (ainsi que celle de l'abbaye voisine de Faurndau) aurait pu servir à la pénétration impériale chez les Alamans du nord, alors que, contrairement au sud, en particulier à la région de lac de Constance avec 'ouverture des grandes abbayes impériales de Saint-Gall et Reichenau.
Un siècle plus tard, Wiesensteig est parmi les monastères de l'évêque Ulrich d'Augsbourg. L'abbaye apparaît comme un fief royal au milieu du Xe siècle.
On ne sait pas clairement quand l'abbaye bénédictine est convertie en une collégiale. En 1130, on mentionne le premier prévôt. Comme le lien avec le diocèse d'Augsbourg est préservée jusqu'à la fin du Saint-Empire romain germanique - par exemple, le prévôt de Wiesensteig est membre du chapitre de chanoines -, l’évêque d’Augsbourg est peut-être à l’origine de cette transformation. Une raison concrète pourrait être la destruction au cours de la querelle des Investitures.
La collégiale existe jusqu'à la sécularisation en 1803.
Les structures de la période bénédictine manquent. On ne sait pas si les parties romanes de la collégiale Saint-Cyriaque (crypte, infrastructure des clochers occidentaux) sont de l'époque monastique ou de la collégiale.